# Герб Пантелеймонівки
Герб Пантелеймонівки — офіційний символ смт Пантелеймонівка Донецької області. Затверджений 28 травня 2013 р рішенням XXII сесії селищної ради № VI/33-6. Герб є промовистим. 
Герб був розроблений авторською групою: Григор'єв В.А, Хлюпко В. М., Литвищенко А, Галустян Т. А.

## Опис
Іспанський щит пересічений срібно-чорною ниткою, увінчаний срібною селищною короною с двома зубцями. У верхній частині герба на зеленому тлі зображено святий Пантелеймон, природних кольорів. У правому нижньому кутку на червоному тлі символічне зображення промислової зони. Зверху вниз по діагоналі щит пересічений синьою лінією - символічним зображенням штучного водоймища і канал Сіверського Дінця - Донбас.

## Символіка
Святий Пантелеймон - від його імені пішла назва Пантелеймонівки, він є покровителем жителів селища. Символічне зображення промислової зони-символізує завод з виробництва вогнетривких виробів, який є гордістю селища і відомий у всьому світі. Срібно-чорна нитка символізує залізницю, завдяки якій було утворене селище. Зображення води - символізує штучну водойму і канал Сіверський Донець - Донбас, що проходить через землі селища